# 楊策
杨策（1882年—1959年），原名文耆，满族，籍贯不详，中华民国政治人物。

## 生平
杨策早年留学日本，入法政大学、警察监狱学校，其间加入中国同盟会。归国后，他在各衙门当差，曾任吉林巡警局局长、长春自治局科员、自治筹办处参议。清朝预备立宪期间，他曾被选为进京请愿的代表，参加国会大请愿。辛亥革命南北议和时，吉林代表杨策曾在上海见过孙中山。
中华民国成立后，1912年他任北京临时参议院议员。中华民国初年，在陈昭常任吉林都督期间，杨策和刘哲不顾陈昭常的旨意，在民间发起亲日运动，并成立了中日国民协会。1924年5月，段祺瑞政府派柯劭忞、王樹枏、王照、賈恩紱、江庸、汤中、王式通、邓萃英（1927年10月由杨策代）、胡敦复、熊希龄（1925年9月辞任，改派梁鸿志）、郑贞文等11人为中日合作成立的东方文化事业总委员会中方委员。
1928年，日本特务丰琦联络吉林省议会副议长兼天图铁路局局长程科甲、吉林省教育厅厅长刘芳圃成立了兴业土木公司。随后，文光中学董事长杨策等人也应邀参加。程科甲、刘芳圃、杨策均为“好汉承”股东，即不出股金而享受红利的股东。吉林法政专科学校校长李伦三因觊觎教育厅厅长之位，吉林省立第一师范学校校长张乃仁同关内的中国国民党有联系，故他们鼓动了由这两所学校的学生控制的吉林城的学生联合会组织了以打倒卖国贼为口号的学生运动。在此次学生运动中，学生们一度包围了杨策的家，并在他的家门上粘贴了大量标语和宣传画。最后学生的请愿活动在吉林督军署门口被张作相的卫士长指挥冯占海的三十四团镇压。